# أدونيس راي
أدونيس راي (بالإنجليزية: Adonis Ray) (4 أغسطس 1944 - ) هو ملاكم غاني.

## روابط خارجية
- أدونيس راي على موقع أوليمبيديا (الإنجليزية)
- أدونيس راي على موقع اتحاد ألعاب الكومنولث (مؤرشف) (الإنجليزية)